# M3/M5 Stuart
M3/M5 – amerykański czołg lekki z okresu II wojny światowej.
Nadana mu przez Brytyjczyków potoczna nazwa Stuart pochodzi od nazwiska amerykańskiego generała z okresu wojny secesyjnej – Jeba Stuarta.

## Historia
Przez długie lata Amerykanie nie przykładali zbyt wielkiej wagi do rozwoju swojej broni pancernej. W latach 20. XX wieku zbudowali kilka lekkich czołgów wsparcia piechoty, ale nie rozwinęli ich produkcji na dużą skalę. Na początku lat trzydziestych na bazie tych konstrukcji powstał nowy typ czołgu lekkiego M2. Pod wpływem wojennych doświadczeń z Europy, wiosną 1940, Departament Zaopatrzenia opracował projekt gruntownie ulepszonej odmiany czołgu M2A4. W wyniku tych prac powstał czołg lekki M3. Otrzymał on grubszy pancerz (38-51 mm), a także poprawione zawieszenie. W czerwcu 1940 r. projekt ten został zatwierdzony i przyjęty do produkcji, którą rozpoczęto w marcu następnego roku. Wóz był kilkakrotnie modernizowany, między innymi zmieniono nitowaną wieżę na spawaną. Na początku 1942 r. wprowadzono spawany kadłub. Część pojazdów dostała nowe silniki Diesla. Powstały wersje M3, M3 (diesel), M3A1, M3A1 (diesel), M3A3, M5, M5A1. Ogółem w latach 1941–1944 wyprodukowano 22743 czołgi wszystkich wersji.

## Służba
Czołgi M3/M5 „Stuart”, oprócz USA, były używane przez wojska brytyjskie, kraje Wspólnoty Brytyjskiej, Chiny oraz Związek Radziecki. Czołgów M3A1 Stuart na froncie wschodnim używał 45 Samodzielny Pułk Pancerny z 48 Armii, albowiem Armia Czerwona Stuarty otrzymała w ramach programu Lend-Lease.
W armii brytyjskiej nosiły oznaczenia:
- M3 – brytyjska nazwa „Stuart I”
- M3A1 – brytyjska nazwa „Stuart III”
- M3A1 Diesel – brytyjska nazwa „Stuart IV”
- M3A3 – brytyjska nazwa „Stuart V”
- M5 – brytyjska nazwa „Stuart VI”
- M5A1 – brytyjska nazwa „Stuart VI” (tak samo jak modelu M5)

Czołgi lekkie „Stuart” znajdowały się również w jednostkach Polskich Sił Zbrojnych. Czołgi M5A1 znajdowały się w 24 Pułku Ułanów 1 Dywizji Pancernej. Brały udział w bojach we Francji, Belgii, Holandii i Niemczech. „Stuarty” były też w uzbrojeniu II Korpusu Polskiego walczącego we Włoszech.
Po wojnie „Stuarty” były sprzedawane do wielu krajów świata. Miały je w swoim uzbrojeniu armie m.in. Dominikany, Haiti, Meksyku, Kolumbii, Hondurasu, Brazylii. W niektórych krajach czołgi te służyły jeszcze w latach 80. XX wieku.

## Pojazdy pochodne
- M3 Command Tank – czołg dowódcy, bez wieży.
- M3 with Maxson Turret – z wieżą z poczwórnie sprzężonymi karabinami maszynowymi, nie wszedł do produkcji.
- T2 Light Mine Exploder – wersja do niszczenia min, nie wszedł do produkcji.
- M3A1 with Satan Flame-gun – model z miotaczem ognia używany przez Korpus Piechoty Morskiej Stanów Zjednoczonych. Duży miotacz ognia wyprodukowany przez kanadyjską firmę Ronson z zapasem paliwa 170 litrów został zamontowany zamiast armaty, zasięg do 45 metrów, w 1943 zbudowano 20 takich pojazdów.
- M3A1 with ESR-M3 Flame-gun – model z małym miotaczem ognia zamontowanym na miejscu karabinu maszynowego.
- T18 75 mm Howitzer Motor Carriage – prototyp działa samobieżnego z haubicą 75 mm, nie wszedł do produkcji.
- T56 3" Gun Motor Carriage – prototyp działa samobieżnego na podwoziu M3A3 z armatą trzycalową (76,2 mm), nie wszedł do produkcji.
- T57 3" Gun Motor Carriage – jak wyżej, ale z silnikiem czołgu M3 Lee, nie wszedł do produkcji.
- Stuart Kangaroo – bez wieży, z dodatkowymi fotelami, używany jako transporter opancerzony.
- Stuart Recce – zwiadowcza wersja „Kangura” uzbrojona w karabiny maszynowe.
- Stuart Command – pojazd dowódcy, wersja „Kangura” z dodatkowymi radiami.
- Stuart 18 pdr. SP – polowa modyfikacja polegająca na zastąpieniu wieży działem 18 funtowym (kaliber 3,3 cala – 83,82 mm)

## Pojazdy bazowane na M5

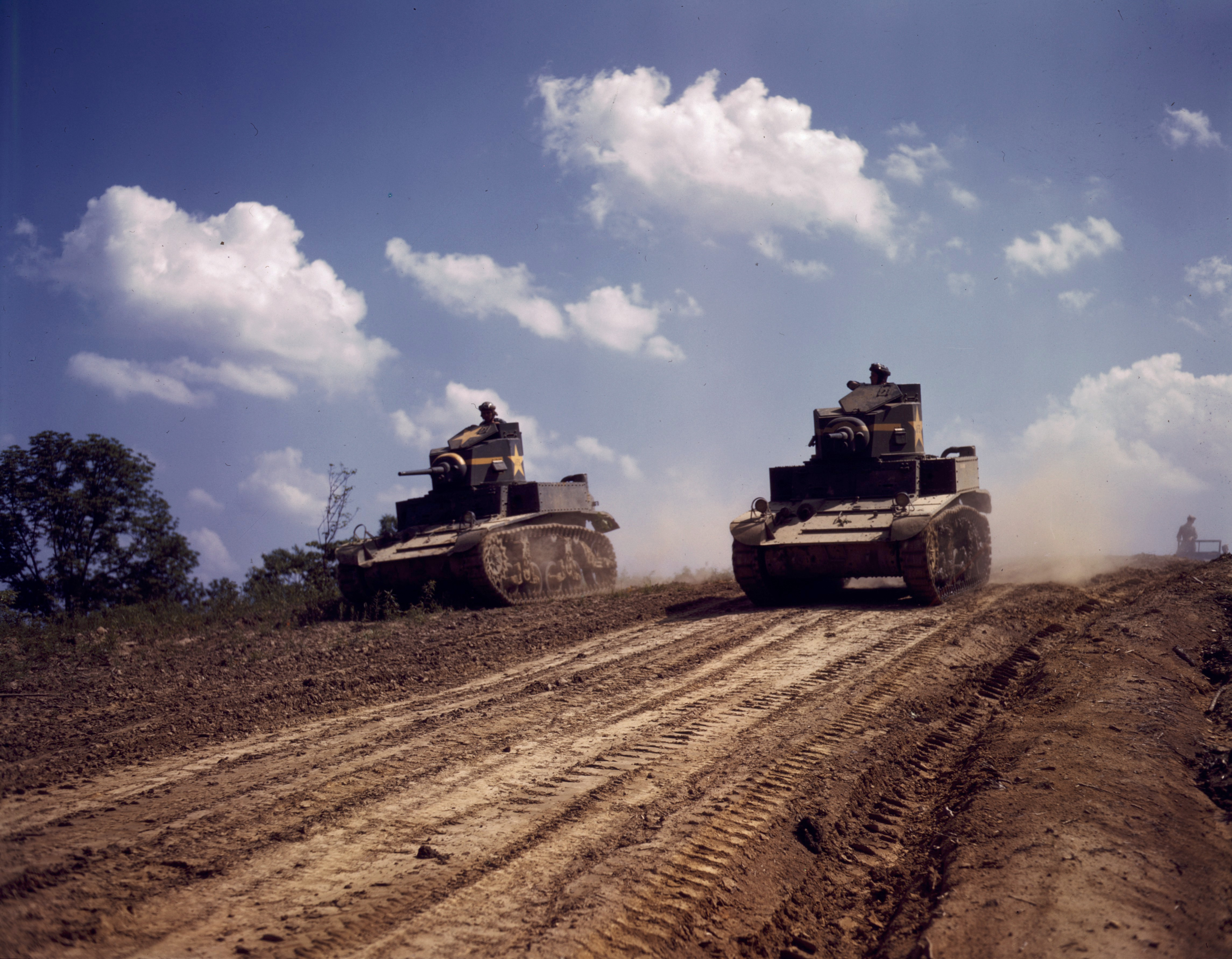
M3 Stuart w 1942 Fort Knox

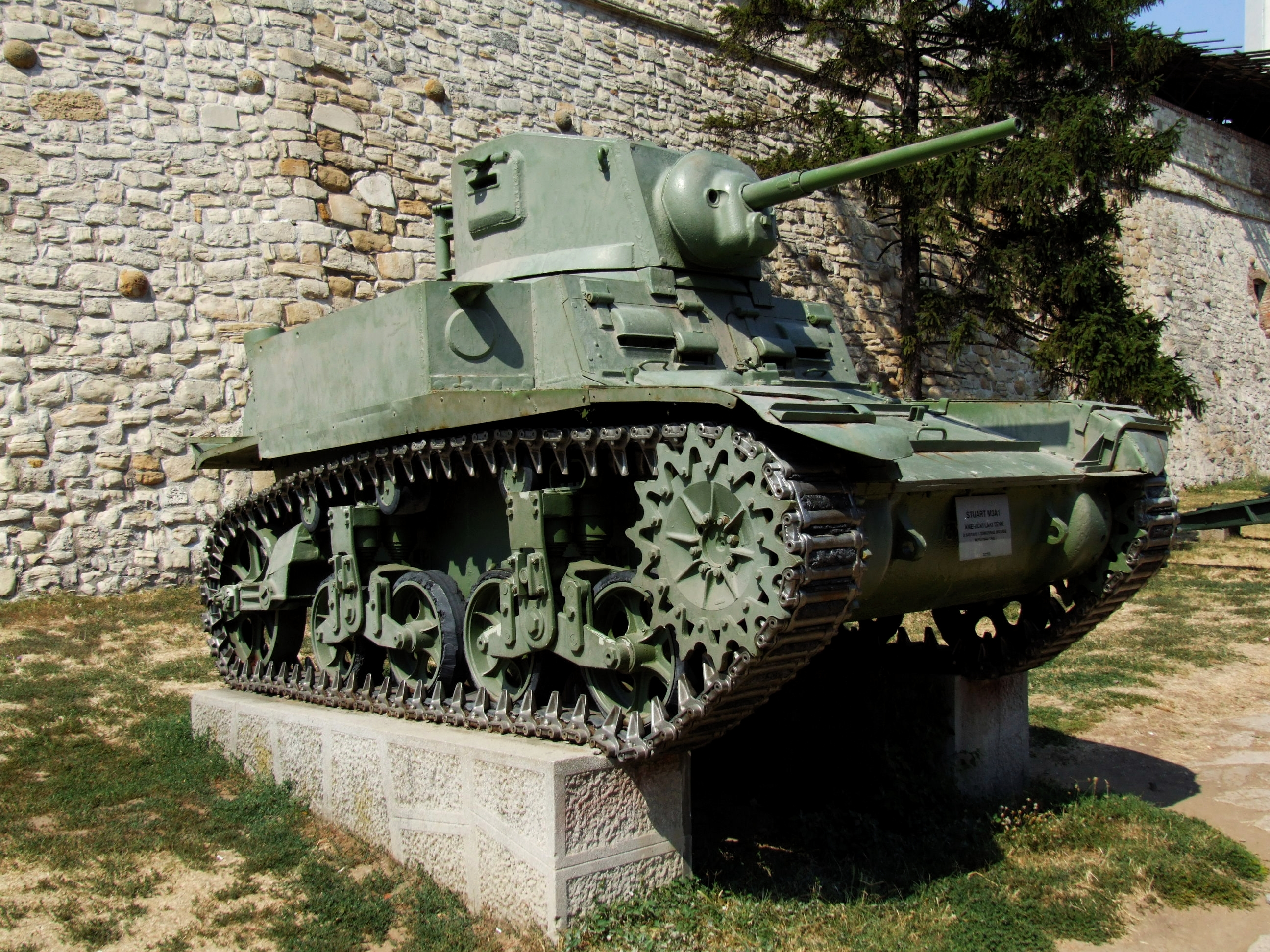
M3A1 Stuart

- M5 Command Tank – bez wieży, z dodatkowym sprzętem radiowym.
- M5A1 with Psy-war equipment – model do prowadzenia wojny psychologicznej z zewnętrznymi głośnikami.
- M5A1 with E7-7 Flame-gun – z miotaczem ognia zamontowanym na miejscu głównego działa.
- M5A1 with E9-9 Flame-gun – prototyp bazowany na brytyjskim „Krokodylu”.
- M5A1 with E8 Flame-gun – prototyp tylko, bez wieży.
- M5 with T-39 Rocket Launcher – prototyp uzbrojony w wyrzutnię rakiet T39.
- M5 Dozer – czołg-buldożer, bez wieży.
- T27, T27E1 81 mm Mortar Motor Carriage – 2 prototypy samobieżnego moździerza.
- T29 4.2" Mortar Motor Carriage – prototyp moździerza samobieżnego 4,2 cala (106,68 mm).

## Dane taktyczno-techniczne pozostałych wersji czołgu
| Model                      | M3                                                         | M3A1                                                       | M5                                                         | M5A1                                                       |                                                            |
| -------------------------- | ---------------------------------------------------------- | ---------------------------------------------------------- | ---------------------------------------------------------- | ---------------------------------------------------------- | ---------------------------------------------------------- |
| Załoga                     | 4 osoby (dowódca, celowniczy, kierowca, pomocnik kierowcy) | 4 osoby (dowódca, celowniczy, kierowca, pomocnik kierowcy) | 4 osoby (dowódca, celowniczy, kierowca, pomocnik kierowcy) | 4 osoby (dowódca, celowniczy, kierowca, pomocnik kierowcy) | 4 osoby (dowódca, celowniczy, kierowca, pomocnik kierowcy) |
| Masa (kg)                  | 12 454                                                     | 12 900                                                     | 14 969                                                     | 15 412                                                     |                                                            |
| Długość (z armatą) (m)     | 4,53                                                       | 4,52                                                       | 4,34                                                       | 4,83                                                       |                                                            |
| Wysokość (m)               | 2,65                                                       | 2,39                                                       | 2,3                                                        | 2,3                                                        |                                                            |
| Szerokość (m)              | 2,46                                                       | 2,24                                                       | 2,25                                                       | 2,25                                                       |                                                            |
| Uzbrojenie główne          | Armata 37 mm / L56, typu M5 lub M6                         | Armata 37 mm / L56, typu M5 lub M6                         | Armata 37 mm / L56, typu M5 lub M6                         | Armata 37 mm / L56, typu M5 lub M6                         | Armata 37 mm / L56, typu M5 lub M6                         |
| Uzbrojenie pomocnicze      | 3 karabiny maszynowe Browning M1919A4 7,62 mm              | 3 karabiny maszynowe Browning M1919A4 7,62 mm              | 3 karabiny maszynowe Browning M1919A4 7,62 mm              | 3 karabiny maszynowe Browning M1919A4 7,62 mm              | 3 karabiny maszynowe Browning M1919A4 7,62 mm              |
| Opancerzenie (mm)          | 10-51                                                      | 16-51                                                      | 12-67                                                      | 12-67                                                      |                                                            |
| Szybkość maksymalna (km/h) | 58                                                         | 58                                                         | 58                                                         | 66                                                         |                                                            |
| Zasięg (km)                | 120                                                        | 112-217                                                    | 161                                                        | 161                                                        |                                                            |